# Van Veen (motorfiets)

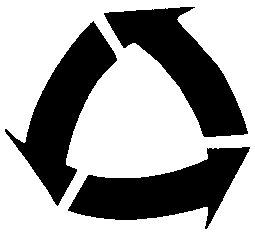
Het Van Veen-logo symboliseert de draaiende rotor van de wankelmotor

Van Veen is een historisch merk van motorfietsen.
Het Nederlandse motormerk Van Veen (Amsterdam) ontstond toen Kreidler-importeur Henk van Veen in 1974 het eerste prototype van een tweeschijfs-wankel-motorfiets presenteerde.
Het blok kwam van Comotor (Audi/NSU/Citroën), de styling was van Jos Schurgers. De machine was erg duur voor zijn tijd. In de fabriek te Duderstadt werd in 1977 de eerste serie geproduceerd. In 1978 stopte Comotor met de productie van wankelmotoren, wat een flinke tegenslag voor Van Veen betekende.
Er zijn 38 exemplaren van de OCR 1000 wankelmotor gebouwd. Van Veen is overigens ook bekend van de zeer snelle 50 cc Van Veen-Kreidler racemachines waarmee wereldtitels behaald werden door Jan de Vries in 1971 en 1973, Henk van Kessel in 1974 en Ángel Nieto in 1975.

## Galerij

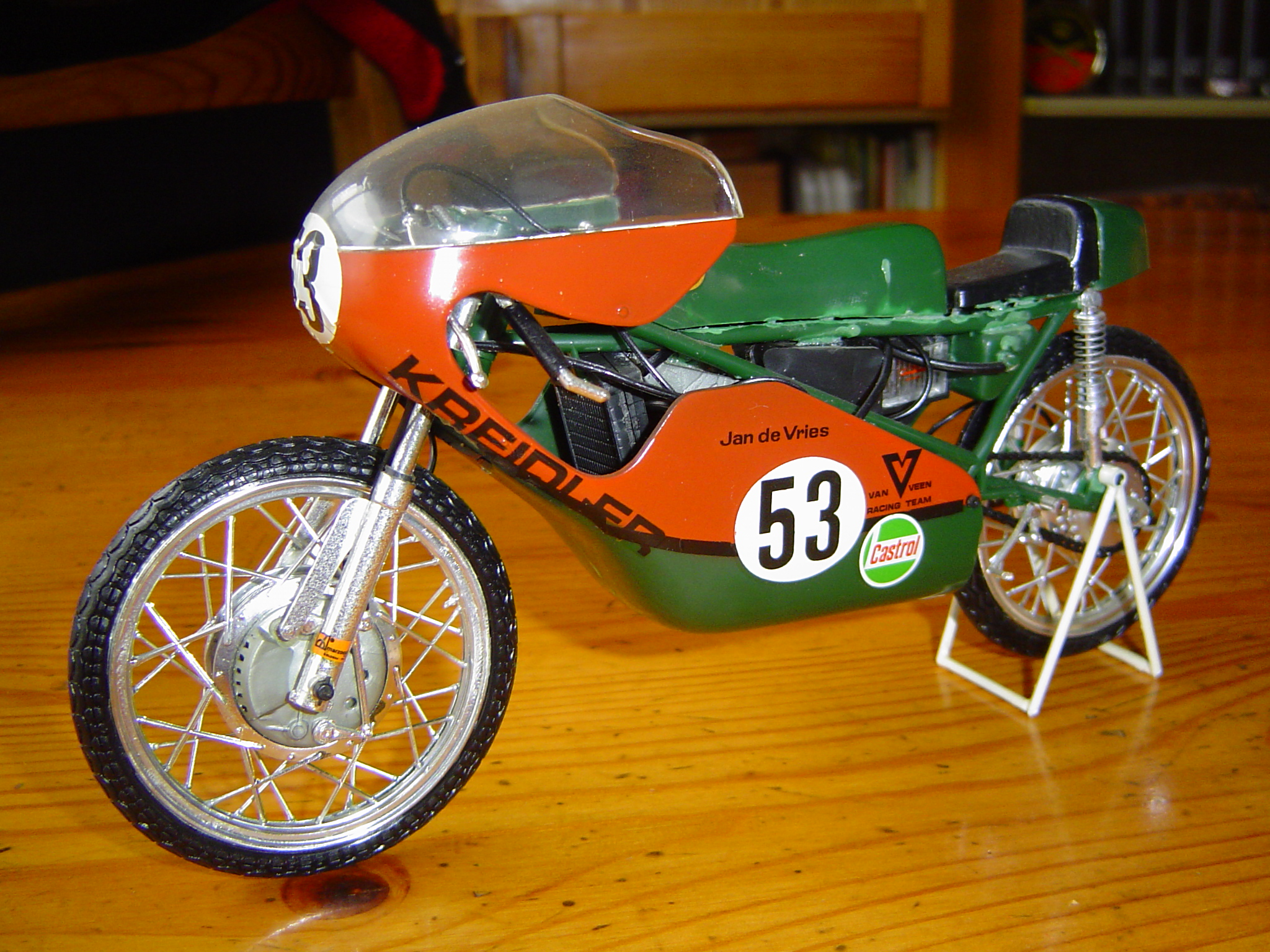
Schaalmodel van de Van Veen-Kreidler waarmee de Nederlander Jan de Vries in 1971 wereldkampioen 50 cc wegrace werd
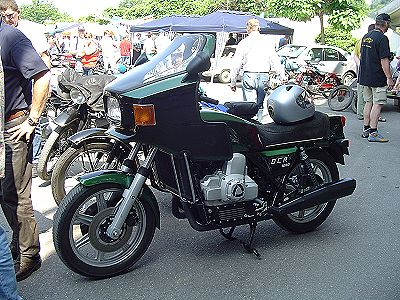
De luxe versie van de Van Veen OCR 1000 was voorzien van een stroomlijnkuip